# Jan Železný

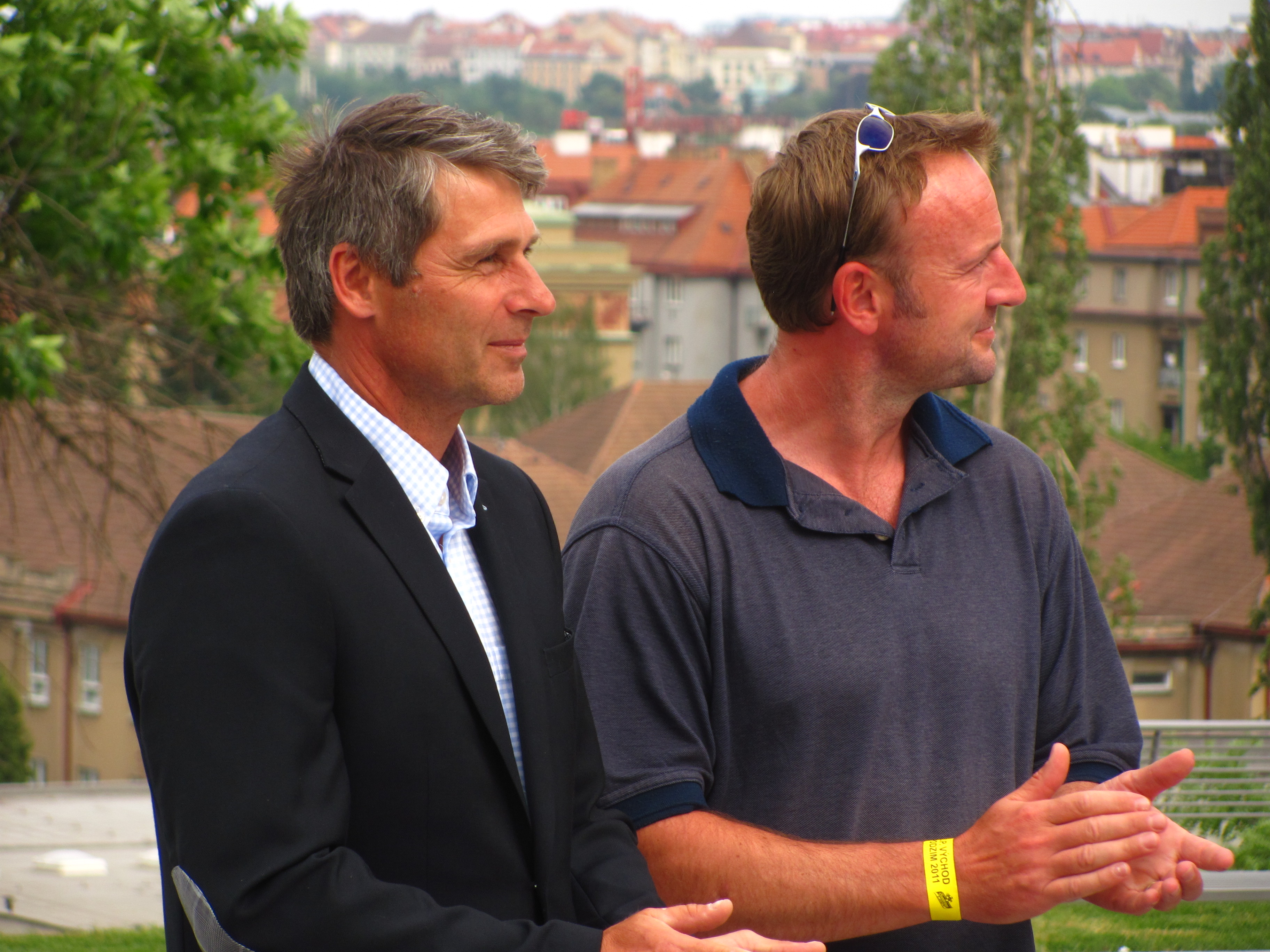
Jan Železný s Tomášem Dvořákem na slavnostním odhalení sochy Josefa Masopusta u pražské Julisky v květnu 2012

Jan Železný (* 16. června 1966 Mladá Boleslav) je bývalý český atlet, oštěpař. Bývá považován za nejlepšího oštěpaře moderní éry. Je držitelem tří zlatých medailí (1992, 1996, 2000) a jedné stříbrné medaile z Olympijských her (1988), trojnásobný mistr světa (1993, 1995, 2001), několikanásobný rekordman a držitel současného světového rekordu v hodu oštěpem z roku 1996 (98,48 metru). Od zavedení nových pravidel bylo oštěpem 84krát hozeno přes 90 metrů. Z těchto 84 hodů patří 52 Janu Železnému. Byl vyhlášen Atletem světa (2000), Atletem Evropy (1996, 2000) a českým Sportovcem roku (1993, 1995, 2000, 2001). Jako jediný třikrát přehodil 95 metrů, což se zatím od změny těžiště oštěpu nikomu jinému nepovedlo.
Sportovní kariéru ukončil na mítinku v Mladé Boleslavi dne 19. září 2006. V témže roce se ještě nominoval na Mistrovství Evropy v atletice, které se konalo v Göteborgu. Své mezinárodní vystupování tam završil bronzovou medailí za výkon 85,92 metru. Tento výkon je také světovým rekordem v kategorii veteránů nad 40 let. Sportovec Jan Železný je česká oštěpařská legenda. Ačkoliv dnes již dávno nesoutěží, svému milovanému sportu se věnuje dál, a to na trenérské úrovni. 

## Nejdůležitější výsledky
- 1983 Schwechat – Mistrovství Evropy juniorů – 6. místo
- 1986 Stuttgart – Mistrovství Evropy – nepostoupil z kvalifikace
- 1987 Nitra – Mistrovství ČSSR – světový rekord 87,66 m
- 1987 Grand Prix – 4. místo
- 1987 Řím – Mistrovství světa – 3. místo
- 1988 Soul – Olympijské hry – 2. místo
- 1990 Oslo – Mítink Zlaté ligy – světový rekord 89,66 m
- 1990 Split – Mistrovství Evropy – nepostoupil z kvalifikace
- 1991 Tokio – Mistrovství světa – nepostoupil z kvalifikace
- 1991 Grand Prix – 1. místo v oštěpu (celkově 2.)
- 1992 Oslo – Mítink Zlaté ligy – světový rekord 94,74 m
- 1992 Barcelona – Olympijské hry – 1. místo 89,66 m
- 1993 Stuttgart – Mistrovství světa – 1. místo 85,98 m
- 1993 Pietersburg – světový rekord 95,54 m
- 1993 Sheffield – světový rekord 95,66 m
- 1993 Grand Prix – 1. místo v oštěpu (celkově 2.)
- 1994 Helsinki – Mistrovství Evropy – 3. místo 82,58 m
- 1995 Göteborg – Mistrovství světa – 1. místo 89,58 m
- 1995 Grand Prix – 1. místo v oštěpu (celkově 2.)
- 1996 Jena – Mítink EAA – světový rekord 98,48 m
- 1996 Atlanta – Olympijské hry – 1. místo 88,16 m
- 1997 Atény – Mistrovství světa – 9. místo
- 1997 Grand Prix – 1. místo mezi oštěpaři (celkově 7.)
- 1999 Sevilla – Mistrovství světa – 3. místo 87,67 m
- 1999 Grand Prix – 2. místo mezi oštěpaři (celkově 24.)
- 2000 Sydney – Olympijské hry – 1. místo v olym. rekordu 90,17 m
- 2001 Edmonton – Mistrovství světa – 1. místo v rekordu šampionátu 92,80 m
- 2002 Mnichov – Mistrovství Evropy – 12. místo
- 2003 Paříž – Mistrovství světa – 4. místo
- 2004 Atény – Olympijské hry – 9. místo
- 2006 Göteborg – Mistrovství Evropy – 3. místo

Pozn.: Výsledkové statistiky byly zpracovány a mají ověřenu platnost k 12. 8. 2006.

## Ocenění
Trojnásobný olympijský vítěz, mistr světa a světový rekordman byl za své úspěchy několikrát oceněn
- 1991 vítěz ankety Atlet roku
- 1992 7. místo v anketě Atlet světa
- 1993 vítěz ankety Atlet roku, vítěz ankety Sportovec roku
- 1994 vítěz ankety Atlet roku
- 1995 vítěz ankety Atlet roku, vítěz ankety Sportovec roku, držitel nejvyššího ocenění ČOV - ceny Stanislava Guta Jarkovského, 10. místo v anketě Atlet světa
- 1996 vítěz ankety Atlet roku, vítěz ankety Atlet Evropy
- 1997 2. místo v anketě „Atlet století“
- 2000 vítěz ankety Atlet roku, vítěz ankety Sportovec roku, vítěz ankety Atlet Evropy, vítěz ankety Atlet světa
- 2001 vítěz ankety Atlet roku (posedmé), vítěz ankety Sportovec roku (počtvrté), držitel státní medaili „Za zásluhy“
- 2011–2017 pětinásobný vítěz v kategorii trenér české ankety Atlet roku

## Český olympijský výbor
Stal se členem Českého olympijského výboru, od roku 2004 do roku 2012 zastupoval světové sportovce i v Mezinárodním olympijském výboru.

## Světový rekord
- Hod oštěpem (nový typ) 98,48 m; Jena, 25. 5. 1996)  (Současný světový rekord)

## Trenérská kariéra
V roce 2011 získal první titul trenér roku. Mezi jeho svěřence patřila dvojnásobná olympijská vítězka Barbora Špotáková v současné době trénuje mistra světa a Evropy Vítězslava Veselého a další úspěšné oštěpaře. Na mistrovství světa v roce 2017 získali jeho svěřenci dvojnásobné medailové zastoupení, když Jakub Vadlejch skončil druhý a Petr Frydrych se umístil na bronzové příčce, ve stejném roce získal Jan Železný v kategorii trenér již pátý titul v české anketě Atlet roku.

## Osobní život
V letech 1987-2007 byl Jan Železný ženatý s manželkou Martou Železnou. V tomto dvacetiletém manželství se narodily dvě děti: syn Jan (31) a dcera Kateřina (29). Brzy po rozvodu začal Železný žít s Barborou Výbornou, brzy přišla na svět dcera Anna a poté i druhá dcera Alžběta, jejich partnerský vztah se ale později rozpadl. V sobotu 31. srpna 2019 se Železný podruhé oženil a jeho třetí partnerkou se stala oštěpařka a svěřenkyně Andrea Drápalová. Obřad proběhl přímo na atletickém stadionu v Nymburce. V roce 2021 mu porodila syna Sebastiana.

## Politická kariéra
Též je členem Národní rady pro sport v rámci Národní sportovní agentury v oboru Resortní sportovní centra.